# Joseph Mécène Jean-Louis
Joseph Mécène Jean-Louis, né le 6 mars 1949 à Dessalines, est un juriste haïtien qui est membre et doyen de la Cour de cassation d'Haïti de 2011 à 2021.
Le 8 février 2021, il est désigné comme président provisoire par une partie de l'opposition à Jovenel Moïse.

## Carrière professionnelle
Il est né le 6 mars 1949 à Dessalines.
Après avoir obtenu son baccalauréat en 1968, il intègre le service
national d’éradication de la malaria où il devient microscopiste. Il devient ensuite reconnaisseur géographique, puis professeur au lycée.
Il s'inscrit à l’École de droit et des sciences économiques des Gonaïves en 1971 en section juridique. Le 16 décembre 1975, il prête serment au tribunal civil des Gonaïves, et intègre l'ordre des avocats. En 2007, il devint doyen de l’École de droit et des sciences économiques après avoir été professeur de droit civil, de droit rural et de droits humains.
Deux ans plus tard, il devient substitut du commissaire du gouvernement près le tribunal de première instance des Gonaïves puis il est muté à la Cour d’appel. Huit ans plus tard, il devient juge. 
Le 3 novembre 2011, il est nommé juge à la Cour de cassation sur proposition du Sénat.

## Désignation comme président provisoire par l'opposition
En l'absence d'un Conseil constitutionnel, d'un Conseil électoral permanent, et d'un Sénat fonctionnel, il existe une ambiguïté sur la date de fin de mandat du président en exercice Jovenel Moïse. Alors que ce dernier, qui a été élu en novembre 2016 et a pris ses fonctions le 7 février de l'année suivante, estime que son mandat de cinq ans se termine le 7 février 2022, une partie de l'opposition et des secteurs de la société civile allèguent que son mandat prend fin le 7 février 2021, en se fondant sur la date de l’élection présidentielle haïtienne de 2015, qui toutefois a été annulée. Ce même jour, le Conseil supérieur du pouvoir judiciaire déclare la fin du mandat présidentiel, cependant le gouvernement annonce avoir déjoué une tentative de putsch.  
Le lendemain, l'opposition annonce nommer le juge Joseph Mécène Jean-Louis comme président provisoire pour une période de transition de deux ans, et la rédaction durant la période d'une nouvelle Constitution consensuelle dans le cadre d'une conférence nationale.
Depuis sa proclamation, le juge Jean-Louis est sous la menace d’une arrestation. Une menace brandie par le ministre de la Justice et de la Sécurité publique, Rockefeller Vincent. En réaction, Jovenel Moïse décide de mettre à la retraite les trois juges dissidents Yveckel Dieujuste Dabresil, Wendelle Coq Thelot, ainsi que Joseph Mécène Jean-Louis. Pourtant, en vertu de la Constitution, ceux-ci sont inamovibles.
Le 14 février, Joseph Mécène Jean-Louis appelle à lutter contre la « corruption » et la « dictature ». Le 17 février, il propose des élections après une conférence nationale, des réformes électorales, constitutionnelles et de la justice.

## Vie privée
Il est marié à Florina Charles avec qui il a huit enfants : deux filles et six garçons.